# الحكومة المركزية
الحكومة المركزية هي الحكومة التي تمارس أو تنسق فيها السلطة أو السلطة القانونية بواسطة مسؤول تنفيذي بحكم الأمر الواقع في الولايات الفيدرالية والسلطات المحلية والوحدات الأصغر الخاضعة لها. في السياق الوطني، تحدث المركزية في نقل السلطة إلى الدولة القومية ذات السيادة عادة. يرجع الفضل إلى مينا، وهو فرعون مصري قديم من فترة الأسر المبكرة، وبحسب التقاليد الكلاسيكية مع توحيده مصر العليا والدنيا، وبصفته مؤسس الأسرة الأولى، أصبح أول حاكم يؤسس حكومة مركزية.
جميع الحكومات المشكلة، إلى حد ما، مركزية بالضرورة، بمعنى أن الدولة الفيدرالية من الناحية النظرية تمارس سلطة أو امتيازًا يتجاوز سلطة الأجزاء المكونة لها. إلى الحد الذي تكون فيه الوحدة الأساسية للمجتمع - التي تُصوَّر عادةً كمواطن فردي - تتولى السلطة في وحدة أكبر، مثل الدولة أو المجتمع المحلي، تكون السلطة مركزية. إن المدى الذي يجب أن يحدث فيه هذا، والطرق التي تتطور بها الحكومة المركزية، يشكل جزءًا من نظرية العقد الاجتماعي.

## الأيديولوجيات التي تحتوي على المركزية
- المركزية الديمقراطية الجماعية
- المركزية الديمقراطية